# ازناب (آوج)
ازناب، روستایی از توابع بخش مرکزی شهرستان آوج در استان قزوین ایران است.

## جمعیت
این روستا در دهستان حصار ولیعصر قرار دارد و براساس سرشماری مرکز آمار ایران در سال ۱۳۸۵، جمعیت آن ۸۹ نفر (۲۲خانوار) بوده‌است.